# جاك كلوف
جاك كلوف (بالإنجليزية: Jack Clough)‏ (13 مايو 1902 في المملكة المتحدة - ) هو لاعب كرة قدم بريطاني في مركز حراسة المرمى. لعب مع نادي برينتفورد ونادي روذرهام يونايتد ونادي ميدلزبره ونادي مانسفيلد تاون ونادي برادفورد بارك أفنيو.